# Empoli
Empoli es una ciudad de Italia con 48.004 habitantes que está situada en la ciudad metropolitana de Florencia en la región de la Toscana. Se encuentra situada a unos 30 km al sudoeste de Florencia.

## Historia
Descubrimientos arqueológicos demuestran que la ciudad de Empoli ya existía en el Imperio romano y siguió existiendo hasta por lo menos el siglo IV d. C. 

## Monumentos
- La Piazza Farinata degli Uberti es también conocida como la plaza de los Leones. Alberga en su centro una fuente que data de 1827 y es obra de Luigi Pampaloni. La Colegiata de San Andrés (Collegiata di Sant'Andrea), su monumento más conocido se encuentra también situada en esta plaza. Se cree que la iglesia ya existía en el siglo V d. C. y se menciona en una bula papal de 1059.

- El Palazzo Ghibellino es un antiguo palacio de los Condes Guidi. Se cree que fue construido en el siglo XI. Fue restaurado en el siglo XVI y esta restauración dejó muy poco del edificio original.

- El Palazzo Pretorio albergó en la Edad Media el antiguo ayuntamiento de la ciudad.

## Ciudades hermanadas
La ciudad de Empoli está hermanada con las siguientes ciudades:
- Sankt Georgen an der Gusen, Austria.
- Aubervilliers, Francia.
- Besançon, Francia.
- Toledo, España.
- Namur, Bélgica.

## Evolución demográfica
| Gráfica de evolución demográfica de Empoli entre 1861 y 2001 |
|                                                              |
| Fuente ISTAT - elaboración gráfica de Wikipedia              |

## Deportes
El Empoli FC es el club de fútbol local, y en la actualidad se desenvuelve en la primera categoría del fútbol de Italia, la Serie A. Juega de local en el Estadio Carlo Castellani que posee una capacidad para 16.800 espectadores.

## Enlaces
- Web oficial de Ayuntamiento de Empoli
- Web oficial del club de fútbol Empoli FC
- Historia y Noticias de la ciudad de Empoli

- Datos: Q6697
- Multimedia: Empoli / Q6697

1. ↑  Worldpostalcodes.org, código postal n.º 50053.
2. ↑  «Codici Catastali». Comuni-italiani.it (en italiano). Consultado el 29 de abril de 2017.